# Julia Perez
Julia Perez, właśc. Yuli Rachmawati (ur. 15 lipca 1980 w Dżakarcie, zm. 10 czerwca 2017 tamże) – indonezyjska aktorka, wokalistka i modelka. Wykonywała muzykę dangdut.

## Dyskografia
Album studyjny
| Rok  | Tytuł     |
| ---- | --------- |
| 2008 | Kamasutra |

Ścieżki dźwiękowe
| Rok  | Tytuł                      |
| ---- | -------------------------- |
| 2011 | Ost. Arwah Goyang Karawang |
| 2011 | Ost. Pocong Minta Kawin    |